# Agobardus
Agobardus is een geslacht van spinnen uit de familie springspinnen (Salticidae).

## Soorten
De volgende soorten zijn bij het geslacht ingedeeld:
- Agobardus anormalis Keyserling, 1885
  - Agobardus anormalis montanus Bryant, 1943
- Agobardus blandus Bryant, 1947
- Agobardus brevitarsus Bryant, 1943
- Agobardus cubensis (Franganillo, 1935)
- Agobardus fimbriatus Bryant, 1940
- Agobardus keyserlingi Bryant, 1940
- Agobardus mandibulatus Bryant, 1940
- Agobardus mundus Bryant, 1940
- Agobardus obscurus Bryant, 1943
- Agobardus perpilosus Bryant, 1943
- Agobardus prominens Bryant, 1940